# 우루과이 태권도 연맹
우루과이 태권도 연맹(스페인어: Federación Uruguaya de Taekwondo, FUT)은 우루과이의 태권도 종목 행정을 총괄하는 스포츠 행정 기구이다. 1980년에 설립되었고 1983년, 1981년에 시작된 개발 과정에서 작성된 협회 규정은 교육 문화부 (Ministerio de Educación y Cultura)의 승인을 받았다. 1984년에는 모든 묵시적 권리와 의무를 지닌 "우루과이 태권도의 통치 기구 및 총장"으로 인정되었다.

## 참고 문헌
- “우루과이 태권도 연맹” (영어). 세계 태권도 연맹.